# Jeremy Horn
Jeremy Graham Horn (Omaha, 25 de Agosto de 1975). É um lutador experiente de artes marciais mistas,com passagens por várias organizações entre elas "UFC,RINGS,PANCRASE,WEC,PRIDE".E tendo no cartel vitórias contra nomes como Chuck Lidell,Travis Fulton,Forrest Griffin,Gilbert Yvel,Chael Sonnen. 

## Histórico no MMA
| Cartel no MMA   |             |             |
| 114 lutas       | 88 vitórias | 21 derrotas |
| Por nocaute     | 17          | 2           |
| Por finalização | 59          | 8           |
| Por decisão     | 12          | 11          |
| Empates         | 5           | 5           |
| No contest      | 0           | 0           |

| Data       | Resultado | Cartel  | Opponent              | Evento                                  | Método                          | Round, Tempo | Localização                      | Nota                              |
| 1/17/2009  | Derrota   | 80-19-5 | Rousimar Palhares     | UFC 93: Franklin vs. Henderson          | Decisão (Unânime)               | 3, 5:00      | Dublin, Irlanda                  |                                   |
| 6/21/2008  | Derrota   | 80-18-5 | Dean Lister           | The Ultimate Figher 7 Finale            | Finalização (guilhotina)        | 1, 3:53      | Las Vegas, Nevada, EUA           |                                   |
| 2/2/2008   | Derrota   | 80-17-5 | Nate Marquardt        | UFC 81: Breaking Point                  | Finalizaçãp (guilhotina)        | 2, 1:37      | Las Vegas, Nevada, EUA           |                                   |
| 12/1/2007  | Vítoria   | 80-16-5 | Court McGee           | UCE - Ultimate Combat Experience-Utah   | Decisão (unânime)               | 3, 5:00      | Salt Lake City, Utah, EUA        |                                   |
| 9/1/2007   | Derrota   | 79-16-5 | Jorge Santiago        | Art of War 3-Texas                      | Finalização (triângulo)         | 1, 3:02      | Dallas, Texas, EUA               |                                   |
| 1/19/2007  | Vítoria   | 79-15-5 | Falaniko Vitale       | IFL-Oakland                             | Decisão (dividida)              | 5, 4:00      | Oakland, Califórnia, EUA         |                                   |
| 9/9/2006   | Derrota   | 78-15-5 | Matt Lindland         | IFL-Portland                            | TKO (strikes)                   | 2, 0:21      | Portland, Oregon, EUA            |                                   |
| 5/27/2006  | Vítoria   | 78-14-5 | Chael Sonnen          | UFC 60: Hughes vs Gracie                | Submission (armbar)             | 2, 1:17      | Los Angeles, Califórnia, EUA     |                                   |
| 11/19/2005 | Vítoria   | 77-14-5 | Trevor Prangley       | UFC 56: Full Force                      | Decision (unanimous)            | 3, 5:00      | Las Vegas, Nevada, EUA           |                                   |
| 8/20/2005  | Derrota   | 76-14-5 | Chuck Liddell         | UFC 54: Boiling Point                   | TKO (Doctor Stoppage)           | 4, 2:46      | Las Vegas, Nevada, EUA           | Pelo Cinturão Meio Pesado do UFC. |
| 5/21/2005  | Vítoria   | 76-13-5 | Spencer Canup         | IFC-Caged Combat                        | KO                              | 1, 3:36      | Columbus, Ohio, EUA              |                                   |
| 4/29/2005  | Vítoria   | 75-13-5 | Josh Burkman          | XFC-Dome of Destruction 1               | Technical Submission (choke)    | 1, 1:14      | Tacoma, Washington, EUA          |                                   |
| 4/22/2005  | Vítoria   | 74-13-5 | William Hill          | Extreme Challenge 61                    | Submission                      | 2, 2:45      | Osceola, Iowa, EUA               |                                   |
| 2/26/2005  | Vítoria   | 73-13-5 | Kazuki Okubo          | Euphoria-USA vs World                   | KO                              | 1, 3:19      | Atlantic City, Nova Jersey, EUA  |                                   |
| 9/23/2004  | Vítoria   | 72-13-5 | Chael Sonnen          | SF 6-Battleground in Reno               | Submission (guillotine choke)   | 2, 2:35      | Reno, Nevada, EUA                |                                   |
| 7/14/2004  | Vítoria   | 71-13-5 | Kyle Seals            | Alaska Fighting Championship            | TKO                             | 1, N/A       | Anchorage, Alaska, EUA           |                                   |
| 6/27/2004  | Derrota   | 70-13-5 | Anderson Silva        | Gladiator FC-Day 2                      | Decision (unanimous)            | 3, 5:00      | Seul, Coreia do Sul              |                                   |
| 5/22/2004  | Vítoria   | 70-12-5 | Cameron Brown         | PXC 2-Chaos                             | Submission (choke)              | 1, 3:05      | Guam                             |                                   |
| 5/6/2004   | Vítoria   | 69-12-5 | Chael Sonnen          | Extreme Challenge 57                    | TKO (cut)                       | 1, 3:34      | Council Bluffs, Iowa, EUA        |                                   |
| 2/28/2004  | Vítoria   | 68-12-5 | David Loiseau         | TKO 15-Unstoppable                      | Submission (guillotine choke)   | 1, 0:54      | Montreal, Quebec, Canadá         |                                   |
| 1/16/2004  | Vítoria   | 67-12-5 | Ron Fields            | ICE 7-Meltdown at Metropolis            | TKO (strikes)                   | 2, 3:01      | Fairfield, Ohio, EUA             |                                   |
| 12/6/2003  | Vítoria   | 66-12-5 | Dean Lister           | King of the Cage 31                     | Decision (majority)             | 4, 5:00      | San Diego, Califórnia, EUA       |                                   |
| 9/28/2003  | Draw      | 65-12-5 | James Zikic           | Extreme Brawl 4                         | Draw                            | 3, 5:00      | Bracknell, Inglaterra            |                                   |
| 9/6/2003   | Derrota   | 65-12-4 | Renato Sobral         | IFC-Global Domination                   | Decision (unanimous)            | 3, 5:00      | Denver, Colorado, EUA            | Final dos Meio Pesados do IFC.    |
| 9/6/2003   | Vítoria   | 65-11-4 | Forrest Griffin       | IFC-Global Domination                   | KO (kick)                       | 2, 3:40      | Denver, Colorado, EUA            |                                   |
| 9/6/2003   | Vítoria   | 64-11-4 | Mikhail Avetisyan     | IFC-Global Domination                   | Submission (armbar)             | 1, 4:59      | Denver, Colorado, EUA            |                                   |
| 8/2/2003   | Vítoria   | 63-11-4 | William Hill          | Extreme Challenge 51                    | Submission (rear naked choke)   | 1, 4:47      | St. Charles, Illinois, EUA       |                                   |
| 5/16/2003  | Vítoria   | 62-11-4 | Vernon White          | King of the Cage 23-Sin City            | Decision (unanimous)            | 5, 5:00      | Las Vegas, Nevada, EUA           |                                   |
| 4/18/2003  | Vítoria   | 61-11-4 | Homer Moore           | ICC 2-Rebellion                         | Decision (unanimous)            | 3, 5:00      | Minneapolis, Minnesota, EUA      |                                   |
| 3/16/2003  | Vítoria   | 60-11-4 | Chalid Arrab          | 2H2H 6-Simply the Best 6                | Decision                        | 1, 15:00     | Rotterdam, Países Baixos         |                                   |
| 1/12/2003  | Vítoria   | 59-11-4 | Travis Fulton         | ICC 1-Retribution                       | TKO (towel)                     | 2, N/A       | Minneapolis, Minnesota, EUA      |                                   |
| 10/11/2002 | Vítoria   | 58-11-4 | Kristof Midoux        | UCC 11-The Next Level                   | Submission (Arm Triangle Choke) | 2, N/A       | Montreal, Quebec, Canadá         |                                   |
| 8/31/2002  | Vítoria   | 57-11-4 | Aaron Brink           | WEC 4 - Rumble Under The Sun            | Submission (Rear Naked Choke)   | 1, 0:54      | Uncasville, Connecticut, EUA     |                                   |
| 6/23/2002  | Vítoria   | 56-11-4 | Gilbert Yvel          | Pride 21                                | Decision (unanimous)            | 3, 5:00      | Saitama, EUA                     |                                   |
| 5/9/2002   | Vítoria   | 55-11-4 | Steve Funn            | UGAF 1-Ultimate Cage Fighting 1         | Submission (armbar)             | 1, N/A       | Los Angeles, California, EUA     |                                   |
| 3/2/2002   | Vítoria   | 54-11-4 | Greg Wikan            | UW-Horn vs. Wikan                       | Submission (rear naked choke)   | 2, 4:40      | Minnesota, EUA                   |                                   |
| 1/25/2002  | Vítoria   | 53-11-4 | Stephan Potvin        | UCC 7-Bad Boyz                          | KO (slam)                       | 1, 0:35      | Montreal, Quebec, Canadá         |                                   |
| 12/23/2001 | Vítoria   | 52-11-4 | Akira Shoji           | Pride 18                                | Decision (unanimous)            | 3, 5:00      | Fukuoka, Japão                   |                                   |
| 10/28/2001 | Vítoria   | 51-11-4 | Dan Theodore          | UW-Ultimate Wrestling Minnesota         | KO                              | 2, 1:41      | Minnesota, EUA                   |                                   |
| 8/11/2001  | Derrota   | 50-11-4 | Ricardo Arona         | Rings - 10th Anniversary                | Decision (majority)             | 2, 5:00      | Tóquio, Japão                    |                                   |
| 8/4/2001   | Vítoria   | 50-10-4 | Shawn Wagner          | MD 3 - Mass Destruction 3               | Submission (rear naked choke)   | 1, 2:35      | Springfield, Massachussetts, EUA |                                   |
| 6/30/2001  | Vítoria   | 49-10-4 | Demetrius Worlds      | Gladiators 16 - Gladiators 16           | Submission (rear naked choke)   | N/A, N/A     | Des Moines, Iowa, EUA            |                                   |
| 5/11/2001  | Vítoria   | 48-10-4 | Brad Krane            | Gladiators 14 - Gladiators 14           | Submission (strikes)            | N/A, N/A     | Omaha, Nebraska, EUA             |                                   |
| 4/20/2001  | Vítoria   | 47-10-4 | Iouri Bekichev        | Rings - World Title Series 1            | Submission (arm triangle choke) | 1, 0:50      | Tóquio, Japão                    |                                   |
| 3/17/2001  | Vítoria   | 46-10-4 | Griffen Reynaud       | Rings USA - Battle of Champions         | TKO                             | 1, 2:55      | Council Bluffs, Iowa, EUA        |                                   |
| 3/17/2001  | Derrota   | 45-10-4 | Elvis Sinosic         | UFC 30: Battle on the Boardwalk         | Submission (triangle choke)     | 1, 2:59      | Atlantic City, Nova Jersey, EUA  |                                   |
| 10/9/2000  | Derrota   | 45-9-4  | Randy Couture         | Rings - King of Kings 2000 Block A      | Decision (unanimous))           | 3, 5:00      | Tóquio, Japão                    |                                   |
| 9/30/2000  | Vítoria   | 45-8-4  | Chris Haseman         | Rings USA - Rising Stars Final          | Submission (armbar)             | 1, 2:36      | Moline, Illinois, EUA            |                                   |
| 9/30/2000  | Vítoria   | 44-8-4  | Josh Hall             | Rings USA - Rising Stars Final          | Submission (kneebar)            | 1, 3:50      | Moline, Illinois, EUA            |                                   |
| 9/22/2000  | Vítoria   | 43-8-4  | Eugene Jackson        | UFC 27: Ultimate Bad Boyz               | Submission (Armbar)             | 1, 4:32      | New Orleans, Louisiana, EUA      |                                   |
| 8/23/2000  | Derrota   | 42-8-4  | Ricardo Arona         | Rings-Millennium Combine 3              | Decision                        | 2, 5:00      | Osaka, Japão                     |                                   |
| 7/15/2000  | Vítoria   | 42-7-4  | Keith Mielke          | Rings USA- Rising Stars Block A         | KO (punches)                    | 1, 1:47      | Orem, Utah, EUA                  |                                   |
| 6/29/2000  | Vítoria   | 41-7-4  | Jason Allar           | EC 35- Extreme Challenge 35             | TKO (kick to the head)          | 1, 5:03      | Davenport, Iowa, EUA             |                                   |
| 6/10/2000  | Vítoria   | 40-7-4  | Nate Parmelee         | EC 33 - Extreme Challenge 33            | KO                              | 1, 3:24      | Council Bluffs, Iowa, EUA        |                                   |
| 5/26/2000  | Derrota   | 39-7-4  | Kiyoshi Tamura        | C2K-Colosseum 2000                      | Decision (unanimous)            | 2, 5:00      | Japão                            |                                   |
| 4/20/2000  | Vítoria   | 39-6-4  | Yoshihisa Yamamoto    | Rings-Millennium Combine 1              | Submission (arm triangle choke) | 2, 2:50      | Tokyo, Japão                     |                                   |
| 1/28/2000  | Vítoria   | 38-6-4  | George Randolph       | SFC-Submission Fighting Championships   | Submission (side choke)         | 1, 3:32      | Belleville, Illinois, EUA        |                                   |
| 1/15/2000  | Derrota   | 37-6-4  | Rodrigo Minotauro     | WEF 8- Goin' Platinum                   | Decision (unanimous)            | 3, 8:00      | Rome, Geórgia, EUA               |                                   |
| 11/20/1999 | Vítoria   | 37-5-4  | John Marsh            | NG- Neutral Grounds 13                  | Decision                        | N/A, N/A     | Lakeside, Califórnia, EUA        |                                   |
| 11/14/1999 | Vítoria   | 36-5-4  | Aaron Pendleton       | EC 30- Extreme Challenge 30             | Submission (strikes)            | 1, 3:25      | Council Bluffs, Iowa, EUA        |                                   |
| 11/6/1999  | Vítoria   | 35-5-4  | Johnathan Ivey        | HOOKnSHOOT- Millennium                  | TKO (injury)                    | 1, 1:24      | Evansville, Indiana, EUA         |                                   |
| 10/28/1999 | Derrota   | 34-5-4  | Hiromitsu Kanehara    | Rings- Kings of Kings 1999 Block A      | Decision (majority)             | 2, 5:00      | Tóquio, Japão                    |                                   |
| 9/24/1999  | Vítoria   | 34-4-4  | Jason Godsey          | UFC 22- Only One Can Be Champion        | Submission (armlock)            | 1, 2:08      | Lake Charles, Louisiana, EUA     |                                   |
| 8/21/1999  | Vítoria   | 33-4-4  | Adam Harris           | EC 27- Extreme Challenge 27             | TKO                             | 1, 2:31      | Davenport, Iowa, EUA             |                                   |
| 7/16/1999  | Vítoria   | 32-4-4  | Daiju Takase          | UFC 21: Return of the Champions         | TKO (strikes)                   | 1, 4:41      | Cedar Rapids, Iowa, EUA          |                                   |
| 6/12/1999  | Vítoria   | 31-4-4  | Scott Ventimiglia     | HOOKnSHOOT                              | Submission (armbar)             | 1, N/A       | Evansville, Indiana, EUA         |                                   |
| 6/11/1999  | Vítoria   | 30-4-4  | Kristian Rothaermel   | EC 25 - Extreme Challenge 25            | Submission (rear naked choke)   | 1, 2:31      | Council Bluffs, Iowa, EUA        |                                   |
| 5/15/1999  | Vítoria   | 29-4-4  | Justin Ellison        | EC 24 - Extreme Challenge 24            | Submission (palm strikes)       | 1, 2:30      | Salt Lake City, Utah, EUA        |                                   |
| 4/30/1999  | Vítoria   | 28-4-4  | Jim Theobald          | SFC - Submission Fighting Championships | Submission (rear naked choke)   | N/A, N/A     | O'Fallon, Illinois, EUA          |                                   |
| 4/19/1999  | Vítoria   | 27-4-4  | Mike Delaney          | FCC 1 - Freestyle Combat Challenge 1    | Submission (strikes)            | 1, 8:05      | Racine, Wisconsin, EUA           |                                   |
| 4/2/1999   | Vítoria   | 26-4-4  | Todd Butler           | IFC - Fighters Revenge                  | Submission (armbar)             | 1, 2:22      | Kahnawake, Quebec, Canadá        |                                   |
| 3/23/1999  | Vitória   | 25-4-4  | Jammy Daniels         | EB 3 - Extreme Boxing 3                 | TKO                             | 1, 2:47      | Davenport, Iowa, EUA             |                                   |
| 3/18/1999  | Vítoria   | 24-4-4  | Brandon Wilson        | Gladiators 2 - Gladiators 2             | Submission (rear naked choke)   | 1, 1:40      | Sioux City, Iowa, EUA            |                                   |
| 3/5/1999   | Vitória   | 23-4-4  | Chuck Liddell         | UFC 19: Ultimate Young Guns             | Submission (arm triangle choke) | 1, 12:00     | Bay St. Louis, Mississippi, EUA  |                                   |
| 1/31/1999  | Vítoria   | 22-4-4  | Steve Berger          | SFC-Submission Fighting Championships   | Decision                        | 1, 24:00     | Belleville, Illinois, EUA        |                                   |
| 1/30/1999  | Vítoria   | 21-4-4  | Ken Parr              | HOOKnSHOOT - Trial                      | Submission (rear naked choke)   | 1, 3:23      | Evansville, Indiana, EUA         |                                   |
| 1/20/1999  | Vítoria   | 20-4-4  | Mark Walker           | EB 1 - Extreme Boxing 1                 | Submission (choke)              | 1, 2:29      | Davenport, Iowa, EUA             |                                   |
| 1/9/1999   | Vítoria   | 19-4-4  | John Nixon            | IFC - Extreme Combat                    | Submission (armbar)             | 1, 0:57      | Montreal, Quebec, Canadá         |                                   |
| 1/9/1999   | Vítoria   | 18-4-4  | Rene Tremblay         | IFC - Extreme Combat                    | Submission (triangle choke)     | 1, 1:01      | Montreal, Quebec, Canadá         |                                   |
| 12/31/1998 | Vítoria   | 17-4-4  | Nick Starks           | NYEK- New Year's Eve Knockout 1         | Submission (choke)              | N/A, N/A     | Atlanta, Georgia, EUA            |                                   |
| 12/19/1998 | Draw      | 16-4-4  | Keiichiro Yamamiya    | Pancrase - Advance 12                   | Empate                          | 1, 15:00     | Chiba, Japão                     |                                   |
| 11/13/1998 | Vítoria   | 16-4-3  | Rich Nettleton        | Gladiators 1 - Gladiators 1             | Submission (rear naked choke)   | 1, N/A       | Sioux City, Iowa, EUA            |                                   |
| 11/7/1998  | Vítoria   | 15-4-3  | Jerome Smith          | HOOKnSHOOT - Eruption                   | Submission (armbar)             | 1, 4:02      | Evansville, Indiana, EUA         |                                   |
| 11/6/1998  | Vítoria   | 14-4-3  | Derrick Ruffin        | SFC - Submission Fighting Championships | Submission (rear naked choke)   | 1, 3:49      | Carbondale, Illinois, EUA        |                                   |
| 10/16/1998 | Derrota   | 13-4-3  | Ebenezer Fontes Braga | UFC Brazil - Ultimate Brazil            | Submission (guillotine choke)   | 1, 3:27      | São Paulo, Brasil                |                                   |
| 9/28/1998  | Vítoria   | 13-3-3  | Wayne Pittman         | MFC 2 - Midwest Fighting 2              | Submission (mata-leão)          | 1, 1:40      | EUA                              |                                   |
| 9/28/1998  | Vítoria   | 12-3-3  | Clayton Miller        | MFC 2 - Midwest Fighting 2              | TKO                             | 1, 3:27      | EUA                              |                                   |
| 8/22/1998  | Vítoria   | 11-3-3  | Todd Butler           | EC 20 - Extreme Challenge 20            | Submission (rear naked choke)   | 1, 3:28      | Davenport, Iowa, EUA             |                                   |
| 7/28/1998  | Vítoria   | 10-3-3  | Jaymon Hotz           | MFC 1 - Midwest Fighting 1              | Submission s                    | 1, 1:56      | EUA                              |                                   |
| 5/15/1998  | Derrota   | 9-3-3   | Frank Shamrock        | UFC 17 - Redemption                     | Submission (kneebar)            | 1, 16:28     | Mobile, Alabama, EUA             | Pelo Cinturão Peso Médio do UFC.  |
| 3/26/1998  | Empate    | 9-2-3   | Travis Fulton         | EC 16 - Extreme Challenge 16            | Empate                          | 1, 20:00     | Council Bluffs, Iowa, EUA        |                                   |
| 2/27/1998  | Vítoria   | 9-2-2   | Noe Hernandez         | EC 15 - Extreme Challenge 15            | Decision                        | 1, 15:00     | Munice, Indiana, EUA             |                                   |
| 2/27/1998  | Vítoria   | 8-2-2   | Pat Assalone          | EC 15 - Extreme Challenge 15            | Submission (armbar)             | 1, 1:38      | Munice, Indiana, EUA             |                                   |
| 8/30/1997  | Draw      | 7-2-2   | Travis Fulton         | EC 9 - Extreme Challenge 9              | Empate                          | 1, 15:00     | Davenport, Iowa, EUA             |                                   |
| 6/25/1997  | Draw      | 7-2-1   | Dan Severn            | EC 7 - Extreme Challenge 7              | Empate                          | 1, 20:00     | Council Bluffs, Iowa, EUA        |                                   |
| 5/10/1997  | Derrota   | 7-2     | Jason Godsey          | EC 6 - Extreme Challenge 6              | Submission (rear naked choke)   | 1, 6:45      | Battle Creek, Michigan, EUA      |                                   |
| 5/10/1997  | Vítoria   | 7-1     | Steven Goss           | EC 6 - Extreme Challenge 6              | Submission (triangle choke)     | 1, 4:16      | Battle Creek, Michigan, EUA      |                                   |
| 2/22/1997  | Vítoria   | 6-1     | Dennis Reed           | EC 4 - Extreme Challenge 4              | Submission (armbar)             | 1, 7:55      | Council Bluffs, Iowa, EUA        |                                   |
| 11/23/1996 | Vítoria   | 5-1     | Gary Myers            | EC 1 - Extreme Challenge 1              | Submission (armbar)             | 1, 2:06      | Des Moines, Iowa, EUA            |                                   |
| 9/1/1996   | Vítoria   | 4-1     | Nate Schroeder        | BATB 1- Brawl at the Ballpark 1         | Submission (rear naked choke)   | 1, 4:50      | Davenport, Iowa, EUA             |                                   |
| 7/26/1996  | Vítoria   | 3-1     | Nate Schroeder        | Gladiators - Gladiators 1               | Submission (strikes)            | N/A, N/A     | Davenport, Iowa, EUA             |                                   |
| 5/11/1996  | Derrota   | 2-1     | Mark Hanssen          | QCU 2 - Quad City Ultimate 2            | Submission (armbar)             | 1, 9:10      | Moline, Illinois, EUA            |                                   |
| 5/11/1996  | Vítoria   | 2-0     | Mike Adsit            | QCU 2 - Quad City Ultimate 2            | Submission (strikes)            | 1, 2:00      | Moline, Illinois, EUA            |                                   |
| 3/1/1996   | Vítoria   | 1-0     | Rick Graveson         | AF - Atlanta Fights                     | Submission (armbar)             | 1, 1:54      | Atlanta, Geórgia, EUA            |                                   |